# Manifesto (film 2015 Rosefeldt)
Manifesto è un'installazione multi-schermo scritta, prodotta e diretta da Julian Rosefeldt.
È stata poi presentata e distribuita anche sotto forma di lungometraggio, accorpando i diversi segmenti e operando alcune modifiche.

## Trama
Il film integra vari tipi di manifesti artistici di differenti periodi storici con scenari contemporanei. I relativi manifesti sono recitati da tredici personaggi differenti, tra cui un'insegnante, un'operaia, una coreografa, una punk, una scienziata, una vedova, un senzatetto.
Il film consiste di 13 segmenti, ognuno lungo 10:30'. In ognuno, un personaggio recita parti dei manifesti di vari movimenti politici o artistici.

## Produzione
Il film vede la partecipazione di Cate Blanchett nell'interpretazione di tredici ruoli differenti rappresentanti tredici manifesti. Il film è stato girato in dodici giorni nel dicembre 2014 in varie location nei pressi di Berlino.

## Distribuzione
È stato installato per la prima volta all'Australian Centre for the Moving Image dal 9 dicembre 2015 al 14 marzo 2016. L'installazione è stata portata anche a Berlino al Museo del presente dell'Hamburger Bahnhof., dal 10 febbraio al 10 luglio 2016 e al Park Avenue Armory di New York dal 7 dicembre 2016 all'8 gennaio 2017.
Una versione filmica di 90 minuti è stata presentata al Sundance Festival nel gennaio 2017.
Il film è stato presentato in Italia durante il Biografilm Festival nella sezione Biografilm Art, e successivamente distribuito da I Wonder Pictures dal 23 ottobre 2017.